# Marlboro, New Jersey

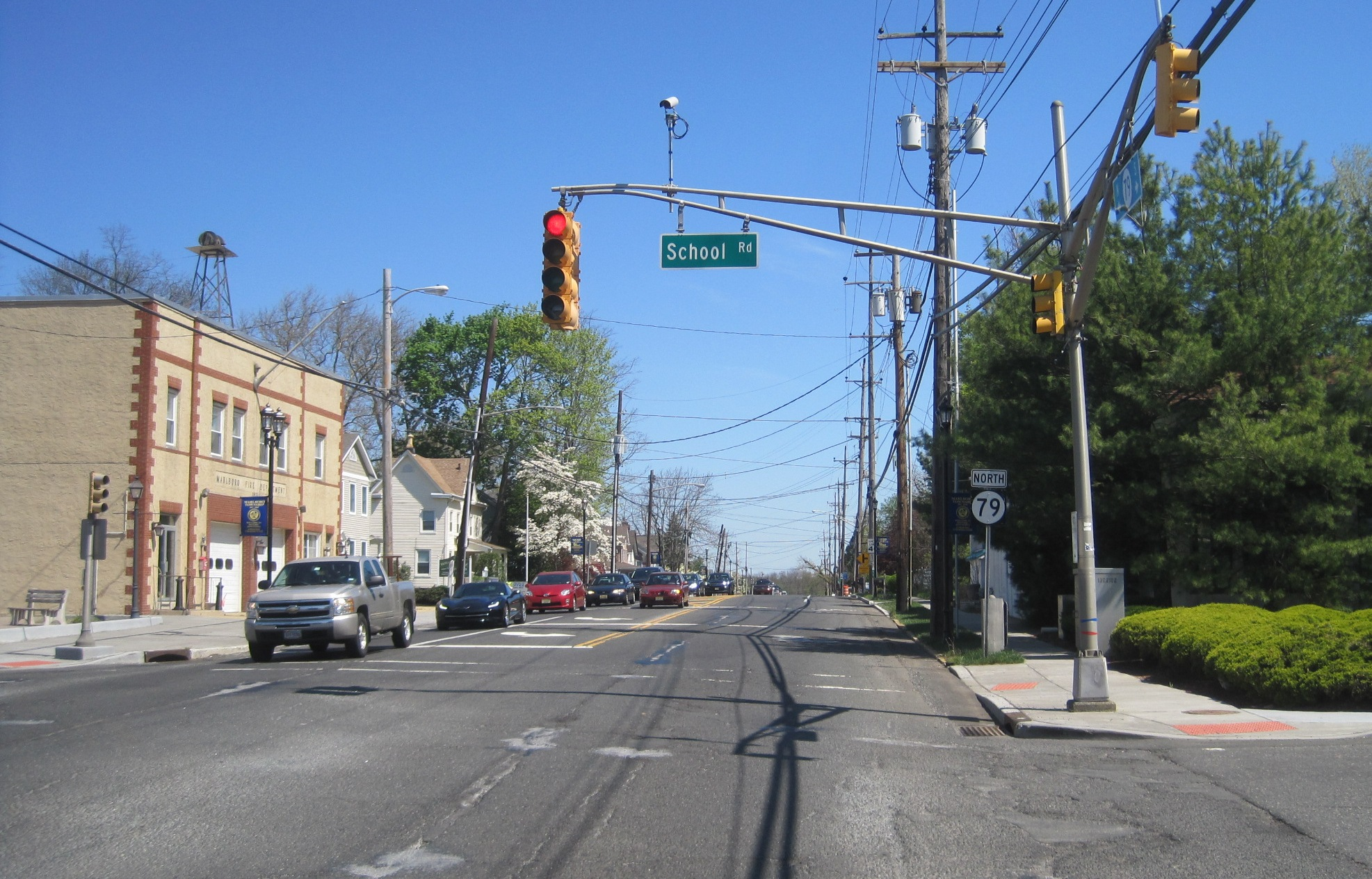

Marlboro är en stad i New Jersey, USA. Staden, som grundades 17 februari 1848, har 28 000 invånare (1990). 